# توتريغاني (زلاغي الشرقي)
توتریغاني (بالفارسية: توت رهگانی) هي قرية تقع في إيران في قسم زلاغي الشرقي الریفي.